# Virginia Galante Garrone
Œuvres principales
Se mai torni
L'ora del tempo
Nel transito del vento
Virginia Galante Garrone, née le 20 janvier 1906 à Verceil en Italie et morte le 2 janvier 1998 à Turin en Italie, est une écrivaine italienne.

## Biographie
Virginia Galante Garrone est la sœur de l'historien Alessandro Galante Garrone. Après des études de lettres à l'université de Turin, elle devient enseignante dans diverses institutions de la région du Piémont. 

## Œuvre
- L'apparato scenico del dramma sacro in Italia, 1935
- Alla locanda del buon umore, éd. Ruota, 1946
- Le fiabe di Loranzé, éd. Ceschina, 1955
- Incontri con gli autori ed opere della letteratura per l'infanzia, éd. Loescher,, 1964
- L'uomo che fu Charlot, éd. Mursia, 1972
- Il cuore e il sangue della terra, éd. D'Anna, 1976
- Se mai torni, éditions Garzanti, 1981 – Prix Stresa 1981
- L'ora del tempo, éd. Garzanti, 1984 – Prix Rapallo-Carige 1984
- Nel transito del vento, éd. Paoline, 1988 – Prix « spécial » Grinzane Cavour 1990
- Il gaio Trecento, éd. Paoline, 1990
- Per una selva oscura, éd. Garzanti, 1991
- Fila filastrocca, éd. Abele,, 1995
- La Maccabea, éd. Abele, 1996
- Dopo il fiore (posthume), éd. Interlinea, 2007